# Corstius
Corstius (ook: Brandt Corstius) is een Nederlands geslacht dat veel predikanten voortbracht.

## Geschiedenis
De bewezen stamreeks begint met de Maastrichtse notaris Johannes Corstius die in 1701 aldaar werd begraven. Een nazaat, Lambertus Corstius (1806-1866) werd koopman in Amsterdam en trouwde daar in 1832 met Immetje Catharina Brandt (1807-1854). Hun zoon Melchior (1833-1886) werd predikant en verkreeg bij Koninklijk Besluit in 1877 naamswijziging tot Brandt Corstius.
In 1917 werd de familie opgenomen in het genealogische naslagwerk het Nederland's Patriciaat (het 'Blauwe boekje').

## Enkele telgen
Ds. Melchior Corstius (1749-1815), predikant
- Ds. Melchior Corstius (1774-1815), predikant
  - Ds. Melchior Corstius (1804-1859), predikant
  - Lambertus Corstius (1806-1866), koopman in Amsterdam; trouwde in 1832 met Immetje Catharina Brandt (1807-1854)
    - Ds. Melchior Brandt Corstius (1833-1886), predikant
      - Eliza Henricus Willem Brandt Corstius (1874), kunstschilder
      - Johannes Christiaan Brandt Corstius (1878), luitenant-ter-zee
        - Jan Brandt Corstius (1908-1985), letterkundige en humanist (medeoprichter Humanistisch Verbond)
          - Hugo Brandt Corstius (1935-2014), schrijver, essayist, columnist, informaticus, letter- en taalkundige
            - Aaf Brandt Corstius (1975), columniste, vertaalster, schrijfster, publiciste en redactrice
            - Jelle Brandt Corstius (1978), journalist, publicist en televisiemaker

          - Liesbeth Brandt Corstius (1940-2022), kunsthistorica en museumdirectrice

  - Ds. Jacobus Corstius (1812-1897), predikant
- Ds. Jacobus Corstius (1785-1847), predikant
  - Ds. Jan Frederik Corstius (1819-1888), predikant

Geslachten die opgenomen zijn in het sinds 1910 verschijnende genealogische naslagwerk Nederland's Patriciaat. Lijst volgens opgave van het CBG Centrum voor familiegeschiedenis.
A · B · C · D · E · F · G · H · I · J · K · L · M · N · O · P · Q · R · S · T · U · V · W · Y · Z